# شيوعية لاسلطوية

الشيوعية اللاسلطوية أو الشيوعية الأناركية هي نظرية لاسلطوية أو أناركية تدعم إسقاط الدولة، والسوق، والعملة، والملكية الخاصة، والرأسمالية لصالح الملكية العامة لوسائل الإنتاج، الديمقراطية المباشرة، وشبكة أفقية من الجمعيات التطوعية والمجالس العمالية مع توجيه الإنتاج والاستهلاك وفقا لمبدأ: «من كل وفقا لقدرته، إلى كل وفقا لحاجته».
بعض أشكال الشيوعية اللاسلطوية مثل اللاسلطوية الانتفاضوية متأثرة بشدة باللاسلطوية الأنانية والفردية الراديكالية، وتعتقد أن أفضل نظام اجتماعي يتحقق عبر الحرية الفردية. معظم الشيوعيين اللاسلطويين يرون الشيوعية اللاسلطوية كتوفيق بين الفرد والمجتمع.
الشيوعية اللاسلطوية تطورت من التيارات الاشتراكية الرادكالية عقب الثورة الفرنسية ولكنها تشكلت بداية في الفرع الإيطالي للأممية الأولى. الأعمال النظرية لبيتر كروبوتكين تعتبر مهمة كونها وسعت وطورت اللاسلطوية الانتفاضوية واللاسلطوية المنظمة.
حتى يومنا هذا، أفضل النماذج عن المجتمع الشيوعي اللاسلطوي هي الأقاليم اللاسلطوية خلال الحرب الأهلية الأسبانية حيث اندلعت الثورة الإسبانية خصوصا في أقاليم آراغون، ليفانتي، أندوليسيا، والحصن اللاسلطوي كتالونيا قبل سحقها من القوات الفاشية والقوات الشيوعية الستالينية والقوات الجمهورية الإسبانية، والاقليم الحر خلال الثورة الروسية حيث أنشأ نستور ماخنو الجيش الانتفاضوي الثوري في أوكرانيا وأنشأ الشيوعية اللاسلطوية في الإقليم الحر في أوكرانيا حتى احتلاله من قبل البلاشفة في 1921.

## التاريخ

### التطورات الأولى
التيارات الشيوعية اللاسلطوية ظهرت خلال الحرب الأهلية الإنكليزية والثورة الفرنسية في القرن الثامن عشر. جيرارد وينستانلي الذي كان جزءا من حركة الحفارين الراديكالية في انكلترا، كتب هي كتيب بعنوان «القانون الجديد للأخلاق» في 1649، أنه «لن يكون هناك هناك بيع أو شراء، لا أسواق ولا أموال، لكن الأرض كلها ستكون ثروة عامة لكل الناس»، و«لن يكون هناك سيد على الآخرين، بل كل واحد سيكون سيد نفسه». خلال الثورة الفرنسية، سيلفين ماريتشال، في بيان المتساوين (1796)، طالب ب«المتعة المشتركة من ثمار الأرض» وتطلع لاختفاء «التفرقة المقززة بين الفقير والغني، الصغير والكبير، الأسياد والعبيد، والحكام والمحكومين».
أحد الشيوعيين اللاسلطويين الأوائل هو جوزيف ديجاك، أول من عرف عن نفسه كتحرري. بعكس برودون، قال «ليس منتج العمل الذي للعامل الحق به، لكن اشباع حاجاته، أيا كانت طبيعتها». وفقا للمؤرخ اللاسلطوي ماكس نتالو، أول من استخدم مصطلح الشيوعية التحررية في 1880، كان اللاسلطوي سيباستيان فور، الذي أنشأ وحرر أربعة مجلدات من «الموسوعة اللاسلطوية»، وبدأ بالصحيفة الأسبوعية «التحررية» في 1895.
اللاسلطويين الجماعيين أيدوا الأجرة وفقا لنوع العمل وحجمه وفقا لمبدأ «لكل وفقا لعمله»، لكنهم حملوا إمكانية الانتقال الثوري لاحقا لنظام شيوعي يوزع وفقا للحاجة. كما أكد زميل باكونين، جايمس غاليوم، «عندما يتجاوز الإنتاج حدود الاستهلاك، كل شخص سيحدد احتياجاته من مخزون البضائع الاجتماعية، دون خوف من النضوب، والعاطفة الأخلاقية ستتطور أكثر بين العمال المتساوين والأحرار، ما سيمنع أو يقلل كثيرا من العبث والهدر».

### الأممية الأولى
الشيوعية التحررية كنظرية، وفلسفة اقتصادية-سياسية حديثة تشكلت من قبل الفرع الإيطالي في الأممية الأولى من قبل كارلو كافييرو، إيريكو مالاتيستا، أندريا كوستا. احتراما لميخائيل باكونين، هم لم يظهروا اختلافاتهم مع اللاسلطوية الجمعية إلا بعد موت باكونين الذي أصبح الأب الروحي للشيوعية التحررية. اللاسلطويين الجمعيين قالوا بالملكية الجماعية لوسائل الإنتاج والدفع للعمال مقابل العمل، ولكن الشيوعيين اللاسلطويين قالوا بالملكية الجماعية لمنتجات العمل أيضا. بينما كل من المجموعتين تعارضان الرأسمالية، الشيوعيين اللاسلطويين ابتعدوا عن كل برودون وباكونين، حيث قالوا بأن الأفراد لديهم الحق في منتج عملهم وأن يكافئوا عن عملهم، حيث الأفراد لديهم الحرية في الوصول للبضائع وفقا لحاجتهم دون تمييز في مقدار ما يقدمون من العمل.
كافييرو شرح في كتابه «اللاسلطوية والشيوعية (1880)» أن الملكية الخاصة لمنتج للعمل سوف تقود للتراكم غير العادل للرأسمال، وبناء عليه، التفرقة الطبقية غير المرغوب فيها: «إذا احتفظنا بالمنتجات المخصصة للفرد من العمل، نحن سوف نجبر على ربح المال، تاركين أكثر أو أقل من تراكم الثروة وفقا لأكثر أو أقل الجدارة بعيدا عن حاجة الفرد.» في مؤتمر فلورانس للفيدرالية الإيطالية الأممية العام 1876، الذي عقد في إحدى الغابات سرا بسبب النشاط البوليسي، هم أعلنوا مبادئ الشيوعية التحررية وهي:
- الملكية الجماعية لمنتجات العمل ضرورة لاستكمال البرنامج الجماعي؛
- المعونة من أجل إشباع احتياجات كل شخص هي القاعدة الوحيدة للإنتاج والاستهلاك وفقا لمبدأ التضامن؛

### بيتر كروبوتكين
بيتر كروبوتكين، هو أحد أهم منظري الشيوعية اللاسلطوية، حيث كتب أفكاره في كتابيه «الاستيلاء على الخبز» و«الحقول، المصانع وورش العمل». كروبوتكين قال بأن التعاون أكثر منفعة من المنافسة شارحا تلك الفكرة في كتابه «المعونة المتبادلة: عامل تطور». كما أيد إسقاط الملكية الخاصة عن طريق «التجريد الكامل من الملكية للثروة الاجتماعية» من قبل الناس أنفسهم، وبناء اقتصاد تعاوني عن طريق شبكة أفقية من الجمعيات التطوعية حيث البضائع سوف توزع وفقا للحاجة الفيزيائية للفرد وليس وفقا لعمله. أيضا قال بأن تلك الحاجة وفقا للتقدم الاجتماعي لن تصبح مجرد حاجة فيزيائية ولكنها سوف ستصبح حاجة فنية يجب إشباعها. أهداف الحياة تتغير مع كل فرد وبين فرد وآخر، وكلما أصبح المجتمع أكثر تحضرا، كلما تطورت الفردية، وكلما تغيرت الرغبات. في تصور كروبوتكين أن الأفراد والمجموعات سيستخدمون ويتحكمون بكل الموارد التي يحتاجونها، حيث أن هدف الشيوعية اللاسلطوية هو وضع المنتجات تحت يد الجميع، تاركة لكل فرد الحرية في استهلاكها كما يرغب في بيته. كما دعم تجريد الملكية من أجل ضمان بأن كل فرد سوف يكون قادرا للوصول لكل ما يحتاجه بدون إخضاع من أي شخص حتى يبيع عمله للحصول عليها.
بينما يعارض الكثير من الشيوعيون اللاسلطويون التجارة، بعض مؤيدي لاسلطوية ما بعد اليسار والنقابيين لا يعارضونها. البعض يدعم تجارة غير مالية. وآخرون رؤوا أن الشيوعية اللاسلطوية تتناسب مع شكل غير هرمي، منفتح، حر، غير نقدي للتجارة.

### التنظيمية في مواجهة الانتفاضوية
قس 1876، ناقش اللاسلطوي إيريكو مالاتيستا فأن الثورة «تتكون من مجموعة من الكلمات»، وأعلن أنه يجب إثبات المبادئ الاشتراكية بالعمل، وأن الواقع الانتفاضوي هو أكثر الوسائل تأثيرا في الدعاية.
عندما نشأت الشيوعية اللاسلطوية في منتصف القرن التاسع عشر، كان هناك نقاش عن نقاش الحركة اللاسلطوية في العمل النقابي والحركة العمالية. في وفقا لكروبوتكين أن الانتفاضة الشعبية هي الأداة الفعلية وليس تنظيم الطبقة العاملة في مشروع ما".
المعارضين للعمل النقابي عارضوا النضالات السياسية والنقابية العمالية بين 1880 و1890. هذه النزعة المعارضة للإصلاحية ترافقت مع نزعة معادية للتنظيم وعبرت عن نفسها بالأعمال الفردية المختلفة، مثل الهجمات لمصادرة الملكية، والعمل العنفي...
لاحقا دعم كروبوتكين دخول النقابات ما أدى إلى تجمع المعارضين للنقابات حول سيباستيان فور في فرنسا، وتبنوا مفاهيم دعاية العمل والمصادرات المخالفة للقانون (السرقة)... لاحقا تراجعت النزعة الانتفاضوية لصالح التنظيمية.

### البرنامجية في مواجهة التجميعية
في أوكرانيا القائد الشيوعي اللاسلطوي نستور ماخنو قاد جيشا لاسلطويا مستقلا خلال الحرب الأهلية الروسية ضد كل من البلاشفة والملكيين. الحركة الثورية المستقلة قامت باتفاقات عسكرية بينما قاتلت القوى الرجعية ونظمت الإقليم الحر في أكرانيا، كمجتمع لاسلطوي ضد سلطة الدولة. بعد هزيمة ماخنو للقوات القومية الأوكرانية، القوات البيضاء، والقوات النمساوية-المجرية، سحقت القوات اللاسلطوية والمناطق الشيوعية اللاسلطوية على يد القوات العسكرية البلشفية.
في المكسيك كان اللاسلطوي ريكاردو فلورس ماجون أحد مفكري الثورة المكسيكية، معتبرا الاستيلاء على الخبز نوع من الكتاب المقدس اللاسلطوي، وشكل قاعدة للكومونات الثورية في باها كاليفورنيا خلال الانتفاضة الماجونية في 1911.
اللاسلطويين الروس اللاجئين حاولوا دراسة فشل الحركة اللاسلطوية في روسيا. وكتبوا «البرنامج التنظيمي للاتحاد العام اللاسلطوي» في 1926. ضم البرنامج تحليلا للمبادئ اللاسلطوية، رؤية للمجتمع اللاسلطوي، وتوجيهات لبناء المنظمة اللاسلطوية وفقا لأربع مبادئ هي: الوحدة النظرية، الوحدة التكتيكية، المسؤولية الجماعية، والاتحادية.
تلقى البرنامج انتقادات كثيرة من العديد من أفرع الحركة اللاسلطوية خصوصا من قبل ايما غولدمان، ايريكو مالاتيستا، الكسندر بيركمان، فولين... عارض مالاتيستا البرنامج مبدئيا ولكنه لاحقا أكد أنه تقريبا متفق معه مؤكدا أن المشكلة كانت قضية مصطلحات.
نصان لاحقا من قبل فور وفولين جاءا ردا على البرنامج، كل اقترح نقاطا مختلفة، ومنشئين شكلا تنظيميا آخر هو «اللاسلطوية التجميعية». الهدف كان تجميع جمع النزعات اللاسلطوية المختلفة، الشيوعية، النقابية والفردية. ورؤوا أن هذه النزعات تكمل بعضها البعض ولا تتعارض. فالنقابية تظهر قوة المنظمات الجماهيرية كأفضل ممارسة للاسلطوية، الشيوعية هي مجتمع المستقبل، والفردية هي رفض الاضطهاد والتأكيد على حقوق الفرد وتطوره.

## النظرية الاقتصادية

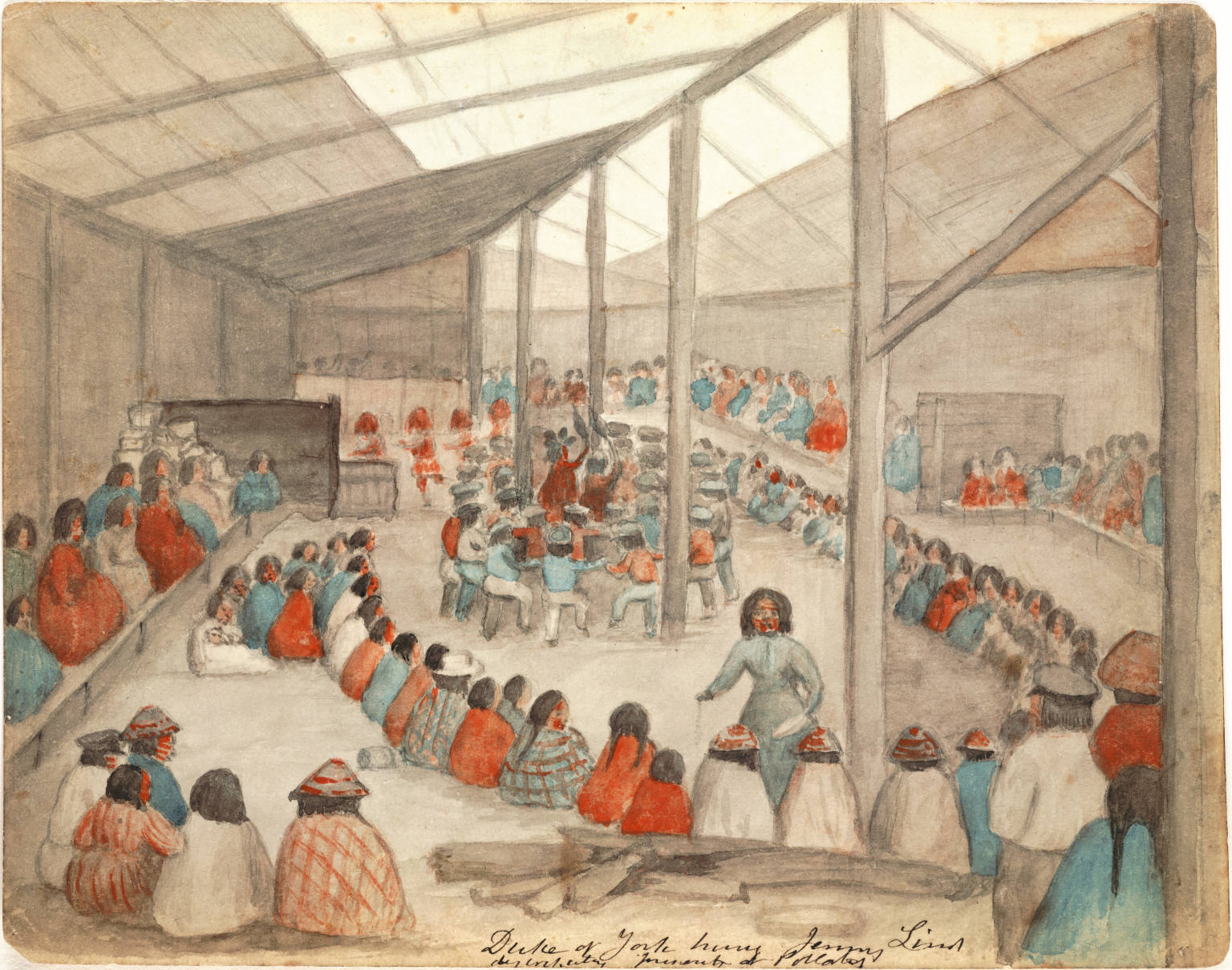
لوحة لجيمس جيلكريست سوان (1818–1900) من شعب كلام للزعيم تشيتزيموكا (الملقب بـ "دوق يورك")، مع إحدى زوجات تشيتزيموكا (الملقبة بـ "جيني ليند") يوزعون وعاء الطعام في بورت تاونسند، واشنطن، الولايات المتحدة الأمريكية.

الشيوعية اللاسلطوية تؤكد على المساواة الكاملة بين البشر وإسقاط الهرمية الاجتماعية والتفرقة الطبقية التي تأتي من التوزيع غير العادل للثروة الاجتماعية، كما تؤكد على ضرورة إسقاط الرأسمالية واستخدام المال، وعلى الملكية الجماعية لوسائل الإنتاج والتوزيع على عن الجمعيات التطوعية. في المجتمع الشيوعي اللاسلطوي، الدولة والملكية لن تستمرا. كل فرد ومجموعة سيكون لهم الحرية في المساهمة في الإنتاج وفي إشباع احتياجاتهم وفقا لخيارهم. أنظمة التوزيع والإنتاج سوف تدار بشكل تشاركي.
إن إسقاط العمل المأجور هو أمر رئيسي في الشيوعية اللاسلطوية. مع توزيع الثروة وفقا للحاجات المحددة ذاتيا، والناس سوف يكون لديهم الحرية في الانخراط في النشاطات التي يرغبونها وليس عليهم بعد الآن الانخراط في عمل لا مزاج لهم فيه. يرى الشيوعيين اللاسلطويين أنه ما من طريقة ناجحة لقياس قيمة مساهمة الفرد الاقتصادية لأن كل الثروة هي منتج جماعي للأجيال الحالية والمستقبلية. مثلا، لا أحد يستطيع قياس قيمة إنتاج عامل في المصنع اليومي بدون الأخذ بعين الاعتبار المواصلات، الغذاء، الشرب، المسكن، فعالية الماكينة، المزاج النفسي وغيرها. إذا لا يمكن إعطاء قيمة عددية لمدى مساهمة الفرد الإنتاجية، بسبب عدم وجود رقم ممكن إعطائه لهذه العوامل وخصوصا العمل السابق أو الحالي الذي يساهم في تفعيل قدرة العمل المستقبلي.
الشيوعيين اللاسلطويين يقولون بأن أي نظام اقتصاد يرتكز على العمل المأجور والملكية الخاصة يتطلب سلطة قسرية لفرض حقوق الملكية والعلاقات الاقتصادية الغير عادلة التي تنشئ من جراء الاختلاف في الأجر وحجم الملكية. كما أنهم يؤكدون بأن الأسواق وأنظمة العملات تقسم العمل إلى طبقات ويخصص رقما زائفا لقيمة عمل الفرد وتحاول تنظيم الإنتاج، الاستهلاك، والتوزيع. إنهم يؤكدون بأن المال يقيد القدرة الفردية لاستهلاك منتجات عملهم عن طريق تحديد الأسعار والأجور. إنهم يعتقدون بأن الإنتاج، الاستهلاك، والتوزيع يجب أن يحدد ذاتيا من قبل كل فرد دون وضع قيمة زائفة لشروط العمل من قبل الآخرين. بدلا من السوق، معظم الشيوعيين التحرريين يؤيدون اقتصادا مجانيا حيث البضائع والخدمات تنتج من قبل العمال وتوزع في متاجر المجتمع حيث كل فرد يمكن أن يستهلك حاجته في مقابل إنتاج البضائع والخدمات.
يتشارك الشيوعيين اللاسلطويين مع الجماعيين اللاسلطويين في العديد من الأمور، ولكن هناك عدة اختلافات. فالجماعيين اللاسلطويين يؤمنون بالملكية الخاصة الجماعية بينما الشيوعيين اللاسلطويين ينكرون المفهوم الكامل عن الملكية الخاصة، ولكنهم يرون أن الملكية الخاصة الفردية أو الاجتماعية التي تنتج للمجتمع. الملكية الفردية الخاصة هي تلك التي يستعملها الفرد نفسه، والملكية الاجتماعية هي تلك التي تنتج للمجتمع. الشيوعيين اللاسلطويين يعتقدون بأن وسائل الإنتاج والتوزيع يجب أن لا تمتلك من قبل أي مجموعة أو فرد ولكن يجب أن تكون تحت خدمة كافة أفراد المجتمع الذين يحددون احتياجاتهم ورغباتهم ذاتيا، أما الملكية التي يستخدمها الفرد نفسه أو عائلته أو ملكية المنتجين التي تنتج للأفراد أنفسهم فهي ملكية خاصة. ومن هذا المنطلق وفقت الشيوعية اللاسلطوية بين الملكية الجماعية والفردية حيث يملك الفرد ما ينتجه إلا إذا أنتج للمجتمع فتكون ملكية اجتماعية.
الشيوعيين اللاسلطويين يرفضون الاقتصاديات التبادلية لأنهم يعتقدون بأن منافسة السوق، وحتى السوق الغير رأسمالي، يخلق عدم المساواة في الثروة والأرض ما يقود إلى عدم المساواة في السلطة. كما أنهم يرفضون الاقتصاديات الجماعية لأنها تتطلب نوع من العملة أي تحديد قيمة العمل. في حين أن بعض الجماعيين اللاسلطويين ينظرون إلى الملكية الجماعية أنها مرحلة انتقالية نحو الملكية المشتركة.

## تاريخ المجتمعات الشيوعية اللاسلطوية
كان هناك العديد من التجارب لخلق مجتمعات شيوعية لاسلطوية منها الناجحة ومنها غير الناجح. بعض الشيوعيين اللاسلطويين، خصوصا الأشكال اللاسلطوية المؤمنة بأسلوب الحياة البدائية يؤكدون بأن المجتمعات القبلية هي أشكال بدائية للشيوعية اللاسلطوية. الجماعات الدينية المؤمنة بالمساواة الكاملة بين البشر كحركة الحفارين خلال الثورة الإنكليزية هي من أول المجتمعات الشيوعية اللاسلطوية في التاريخ المعاصر. الجماعات الكبيرة والفيدراليات الجماعية مثل كتالونيا اللاسلطوية والإقليم الحر لأوكرانيا الثورية هي مثال للشيوعية اللاسلطوية في أوروبا في القرن العشرين. الأقاليم الحرة الهنغارية خلال الثورة الهنغارية العام 1956 هي مجتمعات كبيرة ناجحة للشيوعية اللاسلطوية.
الحركة اللاسلطوية الكورية في كل من شمال وجنوب كوريا بقيادة كيم جوا جين أظهرت نجاحا مؤقتا من أجل إنجاح الشيوعية اللاسلطوية في كوريا، وكذلك كانت اللاسلطوية في إسبانيا وهنغاريا حيث كانت قصيرة الأمد. البعض يعتبر الطبيعة اللاسلطوية للجماعات في الأرجنتين والمجالس في المكسيك أنها شيوعية لاسلطوية في طبيعتها، والبعض ينظر إليها أنها جماعية أو نقابية.
بعض أجزاء المجتمع البرمجي الحر، هي نوع من الاقتصاد المجاني للبرامج والمعلومات: المبرمجون يجعلون مصدر الشفرة مفتوحة، متيحين للجميع نسخ وتعديل وتحسين الشفرة.